# Primolius
Primolius – rodzaj ptaków z podrodziny papug neotropikalnych (Arinae) w obrębie rodziny papugowatych (Psittacidae).

## Zasięg występowania
Rodzaj obejmuje gatunki występujące w Ameryce Południowej.

## Morfologia
Długość ciała 36–45 cm; masa ciała 240–294 g.

## Systematyka

### Etymologia
- Primolius: epitet gatunkowy Sittace primoli Bonaparte, 1853[a]; Pietro Conte Primoli di Foglia (1821–1883) – mąż Charlotte Honorine Joséphine Pauline Bonaparte (1832–1901), córki francuskiego ornitologa Karola Bonaparte[5].
- Propyrrhura: gr. προ pro „blisko”; rodzaj Pyrrhura Bonaparte, 1856 (rudosterka)[6]. Gatunek typowy: Macrocercus maracana Vieillot, 1816.

### Podział systematyczny
Do rodzaju należą następujące gatunki:
- Primolius couloni (P.L. Sclater, 1876) – ara niebieskogłowa
- Primolius auricollis (Cassin, 1853) – ara żółtoszyja
- Primolius maracana (Vieillot, 1816) – ara marakana